# Herbert Lunde
Herbert Lunde (Bergen, 4 luglio 1899 – Trondheim, 4 aprile 1966) è stato un calciatore norvegese, di ruolo attaccante.

## Carriera

### Club
Lunde vestì la maglia del Brann, con cui vinse due edizioni della Norgesmesterskapet (1923 e 1925).

### Nazionale
Conta 15 presenze e 2 reti per la Norvegia. Esordì il 10 settembre 1922, nel pareggio per 3-3 contro la Norvegia. Segnò la prima rete il 21 giugno 1925, realizzando il gol della bandiera nella sconfitta per 5-1 contro la Danimarca.

## Palmarès

### Club

#### Competizioni nazionali
- Coppa di Norvegia: 2

Brann: 1923, 1925